# Одрински революционен окръг
Одринският революционен окръг на Вътрешната македоно-одринска революционна организация е част от структурите на революционната мрежа и обхваща Одринския вилает на Османската империя. Тази територия заема зоната от Черно море до река Места и от българо-турска граница до Мраморно и Бяло море.

## Създаване
През 1893 година в Солун е основана Македонската революционна организация. През 1894 година е приет първия устав на организацията под името Български Македоно-Одрински революционни комитети. През 1895 година е взето решение съобразно устава от 1894 г. да започне приобщаването и на останалата под османска власт част от Тракия. Така един от основателите на организацията Даме Груев възлага по това време на Христо Коцев, учител в Одринската българска мъжка гимназия, да започне изграждането на комитетската мрежа в Одринска Тракия. В резултат през септември 1895 г. в мъжката гимназия „Д-р Петър Берон“ в Одрин е основан първият революционен кръжок от Коцев.

### Обхват
През 1896 г. с помощта на Павел Генадиев е създадена и мрежата на Одринския революционен комитет, чийто председател първоначално става Коцев. Първоначално революционната мрежа обхваща Лозенградско, Малкотърновско, Бунархисарско и Мустафапашалийско (Свиленградско). По-специален статут има столицата Цариград, където от Димитър Ляпов през 1894 г. е изграден Цариградски революционен комитет, който е автономен и получава правото директно да общува с Централния комитет на ВМОРО. През 1896 г. на Солунския конгрес териториите на Тракия и Македония са поделени на революционни окръзи, като един от тях е Одринския. След Солунския конгрес Цариградският комитет губи самостоятелността си и се влива в състава на Одринския революционен окръг. Според отец Петър Киприлов, задграничният представител на БМОРК Гоце Делчев, посещава за първи път региона в 1896, а през април 1898 г. пак обикаля из Странджа. С цел да подпомогне и укрепи местните комитети, Гоце Делчев предприема нова обиколка в региона през март – април 1900 г., като посещава Лозенградско, Малкотърновско и Бунархисарско. През 1896 г. Христо Коцев напуска и на негово място застава Лазар Димитров. Организационната структура става по-стройна и действена с урегулирани взаимоотношения между различните комитети и хора. Организацията има погранични пунктове откъм България в помощ на вътрешната организация.

### Афери и опити за сепаратизъм
Керемидчиоглувата афера, която избухва през юли 1900 година е първата от поредица афери, които разтърсват структурите на Вътрешната македоно-одринска революционна организация в Одринска Тракия. Тя нанася силен удар над революционната дейност сред българите, довежда до страх и разцепление. През февруари 1901 година Вълчо Антонов къса с Одринския комитет на ВМОРО и приема поканата на председателя на ВМОК Борис Сарафов да оглави пограничния пункт на ВМОК в Чепеларе. В Чепеларе Антонов прилага безогледно средствата на терор – още през февруари са убити двама видни дейци на организацията – Атанас Шапарданов и Дечо Стояновски, а през пролетта е направен неуспешен опит за убийство на Хаджи Нурия бей от Смилян, който предизвиква голямата Пашмаклийска афера. Убийствата на български дейци и последвалите атентатите срещу мюсюлманските първенци, разклащат революционното дело. Много видни дейци като Константин Николов, Таню Стоев, Владимир Коруев и други са принудени да бягат в България. По това време Антонов прави опит в Гюмюрджинско и Ахъчелебийско за основаване на самостоятелен Беломорски революционен окръг. Георги Василев. установява през 1901 г. връзки с някои от отцепниците, като Вълчо Антонов и Христо Караманджуков и прави опити да ги разубеди. От есента на 1902 г. председател на окръга става Велко Думев.

### Структура
Според сведенията на Христо Караманджуков, важна роля за развитието на революционната дейност в района изиграва конгресът на окръга председателстван от Гоце Делчев и проведен в Пловдив от 13 до 15 април 1902 г. На него са взети важни решения. Окончателно са спрени опитите за изграждане на самостоятелен Беломорски окръг. След като конгресът приключва, Гоце Делчев и Коста Нунков отиват в Родопите, за да се срещнат с Вълчо Антонов и да му съобщят решението на конгреса, както и задачите, които му се възлагат като главен инспектор в Западна Тракия. Одринският окръг е разделен на пет района, а територията на най-важния първи район била разделена на три революционни окръга. Това били: първи – Малкотърновски; втори – Лозенградски и трети – Бунархисарски окръг. За войвода на Малкотърновския район бил назначен Георги Кондолов, на Лозенградския – Лазар Маджаров, а на Бунархисарския – Тодор Шишманов. Конгресът избрал и орган, който бил овластен да подготви и да вдигне въстанието. Този орган бил наречен Главно боево тяло и се състоял от трима души: Михаил Герджиков, Лазар Маджаров и капитан Стамат Икономов. По късно през 1903 година конгресът на Петрова нива окончателно утвърдил разделянето на окръга на пет района, които са описани в конгресните протоколи, но само един от тях, първи Малкотърновски район, вдигнал и изнесъл Преображенското въстание. Ето и останалите райони от Одринския революционен окръг според конгресните протоколи: II район – Чокенски (Одрински); III район – Мустафапашански (Свиленградски), IV район – Ахъчелебийско-Скеченски; V район – Гюмюрджинско-Дедеагачки.

### Преображенско въстание
Задграничното представителство на ВМОРО излиза със съобщение в българските вестници за решенията на Одринския конгрес на 11 август 1903 година. Избран е ръководен щаб в състав Михаил Герджиков, Стамат Икономов и Лазар Маджаров. Въстаническият район от Странджа, Одринско и Лозенградско има 12 началника на участъци: Константин Калканджиев, Стоян Петров и Димитър Ташев, Ст. Вичев и Лефтер Мечев, Цено Куртев и Петко Зидаров, Петър Ангелов, Пеню Шиваров, Димитър Халачев, Дико Джелебов, К. Димитров и Казаков, Лазо Лазов, Яне Петров, Георги Кондолов, Яне Стоянов. А край Сакар действат Кръстьо Българията, Христо Арнаудов, Георги Тенев, техническата дружина на Михаил Даев, в долината на Арда и южните части на Родопите край Гюмюрджина, Дедеагач и Скече са Вълчо Антонов, Константин Нунков, Пею Шишманов и Христо Караманджуков. В Странджа като техници действат Христо Силянов и Иван Варналиев.
Известието за обявяването на въстанието в Македония заставя Главното ръководно боево тяло да проведе в края на юли спешна среща в планинската местност „Голямо Кокорафи“ край с. Цикнихор, Бунархисарско, на което е взето решение въстанието в Одринско да се вдигне през нощта на 5 срещу 6 август (18 срещу 19 нов стил) 1903 година, т.е. на празника „Преображение Господне“. За тези дни Георги Николов пише: „Пети август 1903 г. Войводите на този ден посрещат утрото по върховете на Странджа. Михаил Герджиков и Димитър Халачев – на връх „Китка“, Лазо Лазов – на връх „Свети Илия“, Георги Кондолов – на височината „Радославци“, Стамат Икономов, Стоян Петров и Димитър Ташев – на „Махиада“, Костадин Калайджиев – на „Караман баир“, Стоян Камилски – на „Циганка“, Лазар Маджаров, Янко Стоянов и Коста Тенишев – на „Марковец“. Всички са по върховете, откъдето се вижда връх Китка. Там трябва да бъде хвърлена първата бомба, която да даде начален сигнал.“ Получава се обаче изненада. Неочаквано, с настъпването на здрача погледите на всички се привличат на юг към полските села, където един след друг пламват огньове. Там ръководител е Яни Попов, който след като получава информация за предателство действа превантивно – изпраща куриери, събира четите, наказва предателите и запалват къщите им. Така започва въстанието. Само за два дни Странджа е завладяна. Постепенно на фона на тази всенародна еуфория до ръководното тяло, разположено на връх „Циганка“, една след друга пристигат тревожни вести. В Малко Търново е изпратено подкрепление, градът е блокиран. Получават сведения от Одрин за мобилизация на първи, втори и трети турски корпус. Само двадесет дни издържа т. нар. Странджанската република. Проведени са 289 сражения с участитето на 26 000 въстаници. Загиналите бойци са 994, а над 200 села са опожарени. 12 440 къщи са подпалени и около 4700 цивилни са убити, а 3122 жени са изнасилени. След въстанието повече от 30 000 българи стават бежанци.
В Западна Тракия след проведения там родопски конгрес на ВМОРО въстаническите действия имат четнически характер. В началото на август 1903 година, четата на Пею Шишманов атакува митницата в Каракулас. По същото време четата на Марин Чолаков поставя динамит на жп линията между Гюмюрджина и Демирбейли, но взривът е обезвреден от властта. На 18 август четата на Неделчо Килев, след като влакът е отминал, взривява жп линията Дедеагач-Гюмюрджина между селата Чобанкьой и Кьосемеджит и движението спряно за дълго време. Четата на Таню Николов и отделно от него тази на Коста Нунков минират същата и други жп линии, но взривовете не сполучват. След атентата на 18 август 1903 година, избухва Чобанкьойската афера. Турските военни предприемат усилени претърсвания в близките български села, арестуваните са 33-ма души и са изпратени в Одрин на военен съд. Четирима са осъдени на смърт чрез обесване, а останалите на 15 години заточение. Мнозина дейци се спасяват с бягство в България. Действията създават силно напрежение у турските власти и във всички по-големи селища са концентрирани допълнителни войсковите части. Така в Ксантийско-Ахъчелебийско-Дедеагачко е прикован около 10 000 души аскер, който не може да бъде хвърлен срещу останалите въстанали български области. С това на практика се изчерпват въстаническите действия.

## Последваща дейност в района
След потушаването на Илинденско-Преображенското въстание организацията е сериозно разбита. По лявото течение на река Марица (Малкотърновско и Лозенградско) практически комитетите на ВМОРО са унищожени. Мустафапашанско е деморализирано от контрабандисти. Ортакьойско, Софлийско, Гюмюрджинско и Ахъчелебийско са в задоволително състояние, а в най-добро положение е Дедеагачко. След въстанието започва укрепване организацията в Родопите и Западна Тракия. През 1904 година се провежда конгрес на Одринския революционен окръг във Варна, на който се взема решение за активиране на терористичните атаки. Българският владика и Българският търговски агент в Цариград допълнително разстройват комитетите, а поради липсата на интелектуалци и западналата църковно-училищна дейност българщината упада.
Задграничното представителство спира да изпраща чети и материали в Одринско, оръжие и пари в окръга липсват, което допълнително заслабва позициите на ВМОРО. Редки нападения в окръга има над представители на гръцката въоръжена пропаганда. На 10 ноември 1907 г. в сражение с турски части загиват Петър Васков, Лазар Маджаров и още четирима четници, край с. Лъджакьой, Дедеагачко. По късно да действат в региона са изпратени и четите на Димитър Арнаудов и на Бойко Чавдаров. На Кюстендилския конгрес от 1908 година, окръгът е представен от Климент Шапкарев и Петър Андреев. На конгреса е решено предвид настъпилите промени в Одринска Тракия дейността на ВМОРО да се ограничи до поддържане на революционния дух с единични агитатори-организатори. Влизането на чети се прекратява, а оръжие се доставя на местното население само за самозащита.
След Младотурската революция през 1908 година ВМОРО се легализира чрез две политически партии – Съюз на българските конституционни клубове и Народна федеративна партия (българска секция). На 31 август – 1 септември 1908 г. се провежда нов конгрес в Одрин. Конгресът решава да участва в предстоящите избори за народни представители в Одринския вилает като се излезе със самостоятелна листа или се търсят компромиси с други организации. Решава да се издава вестник „Одринска заря“. Избира се Окръжно боево тяло в състав: Стамат Икономов, Страшимир Дочков, Георги Попаянов, Анастас Разбойников, Климент Шапкарев. Не след дълго национализмът на младотурците надделява над реформаторските идеали и те възобновяват репресиите. След създаване на Македоно-одринското опълчение българското главно командване изпраща опълчението изцяло на война в Тракия. През декември 1912 година след като са изпълнили поставените им задачи, партизанските чети и отряди са официално разпуснати. При етническата чистка през 1913 г. в Източна Тракия младотурците прогонват окончателно българското население от региона. През същата година е подписан Букурещкият мирен договор, по силата на който Западна Тракия става българска. След като през 1919 година тя попада под гръцка власт по силата на Ньойски договор, там е създадена Вътрешна тракийска революционна организация. Нейна цел е извоюването на пълна политическа независимост на Беломорието. Въпреки това със Спогодбата Моллов – Кафандарис от 1927 г. са изселени последните българи от този регион.